# Balogh Kornél
Balogh Kornél (Győr, 1804. augusztus 28. - Győr, 1880. március 12.) országgyűlési követ, főispán.

## Élete
A Győri Főgimnáziumban, majd a Királyi Kerületi Akadémián 1818–1820 között bölcseletet, 1820–1822 között jogot végzett. 1826-tól tiszteletbeli aljegyző, 1828-1832 között másod-, 1832-1845 között első aljegyző volt. 1836-ban tiszteletbeli főjegyzővé nevezték ki.
Az 1843-1844. évi pozsonyi országgyűlésen Szabó Kálmán mellett Győr vármegye követe, a megyei konzervatívok egyik vezető egyénisége volt. 1845-től Győr vármegye első alispánja lett. 1846-ban alispánként Petőfi Sándor tiszteletére estélyt adott. 1847 novemberében ismételten követként képviselte Győr vármegyét a pozsonyi országgyűlésen. 1848. május 1-jén lemondott vármegyei tisztségéről. 1848 júniusában és júliusában is képviselői mandátumot szerzett, melyeket azonban megsemmisítettek.
Alfred Candidus Ferdinand zu Windisch-Grätz 1848. december 2-i győri bevonulásakor Szabó Kálmánt felmentette, s helyébe őt nevezte ki első alispánnak. Már ekkor többeket megmentett, például Rónay Jácintot. Az 1848–49-es forradalom és szabadságharc leverése után az Országos Törvényszék elnöke lett, ahol több, a szabadságharcban részt vett hazafit mentett fel, ezért 1854-ben nyugdíjazták. Az 1860. évi októberi diploma kiadásakor a magyar kancellárián udvari referendárius. 1861-1875 között Győr, Komárom és Esztergom főispánja volt. Győrött a Kazinczy utca 2. számú házban élt.
Portréja a győri múzeum gyűjteményében található.